# Батрана (Хунедоара)
Батрана (рум. Bătrâna) насеље је у Румунији у округу Хунедоара у општини Батрана. Oпштина се налази на надморској висини од 842 m.

## Историја
Према државном шематизму православног клира Угарске, 1846. године у месту "Батрина" је служио парох поп Александар Поповић. Парохији је припадала филијала Шоцет са 36 породица, тако да их је укупно пописано 96.

## Становништво
Према подацима из 2002. године у насељу је живело 175 становника, од којих су сви румунске националности.

### Хронологија
| Година       | 1992 | 1993 | 1994 | 1995 | 1996 | 1997 | 1998 | 1999 | 2000 | 2001 | 2002 | 2003 | 2004 | 2005 | 2006 | 2007 | 2008 | 2009 | 2010 | 2011 | 2012 | 2013 | 2014 | 2015 | 2016 | 2017 |
| ------------ | ---- | ---- | ---- | ---- | ---- | ---- | ---- | ---- | ---- | ---- | ---- | ---- | ---- | ---- | ---- | ---- | ---- | ---- | ---- | ---- | ---- | ---- | ---- | ---- | ---- | ---- |
| Становништво | 275  | 266  | 258  | 246  | 233  | 219  | 209  | 187  | 179  | 175  | 171  | 169  | 165  | 159  | 155  | 152  | 159  | 153  | 151  | 147  | 145  | 142  | 137  | 127  | 123  | 124  |